# Секст Юлій Цезар (претор 208 року до н. е.)
Секст Юлій Цезар (*Sextus Julius Caesar, 251 до н. е./248 до н. е. —після 202 до н. е.) — політичний та військовий діяч Римської республіки.

## Біографія
Походив з патриціанського роду Юлії Цезарів. Ще досить тривають суперечки щодо родинних зв'язків Секста Цезаря. Ймовірніше, був старшим сином Луцій Юлій Цезар і онуком Луція Юлія Лібона. Секст Юлій був першим, хто успадкував когномен «Цезар». У зв'язку з цим інколи його називають першим з відромих Юліїв з когноменом «Цезар».
Брав участь у подіях Другої пунічної війни. У 208 році до н. е. обіймав посаду претора, отримавши провінцію Сицилія. тут віддзеркалилася внутрішня боротьба у римському сенаті між родами Фабіїв та Корнеліїв. Перших підтримували Юлії. На цей час все чіткіше стали окреслюватися перспективи перенесення військових дій до Африки й успішного завершення війни.. А саме той, хто отримував у провінцію Сицилію, мав право від сенату висаджувати війська в Африці, поблизу Карфагену. У зв'язку з цим до кінця війни тривала боротьба, хто очолить переможний похід римського війська.
У 208 році до н. е. після смерті консула Клавдія Марцелла, був направлений сенатом разом з ще двома послами до Капуї, щоб там просити другого консула Тита Квінкція Криспіна про призначення диктатора. Ним став Тит Манлій Торкват. Подальша доля не відома.